# 내림라장조
내림라장조(-長調)는 내림라(D♭) 음을 으뜸음으로 하는 장음계다.
나장조와 더불어 사용례가 어느정도 드문 편이다. 조표에 내림표가 비교적 많은 편인지 가독성과도 관련해서인듯 하다.
내림라장조의 딴이름한소리 조는 올림다장조다.